# Haris Međunjanin
Haris Medunjanin (Sarajevo, 8 maart 1985) is een voormalig betaald voetballer met de Nederlandse en de Bosnische nationaliteit die doorgaans als aanvallende middenvelder speelde. Medunjanin was van 2009 tot en met 2018 international in het voetbalelftal van Bosnië en Herzegovina, waarvoor hij 60 interlands speelde en negen keer scoorde. Daarvoor was hij Nederlands jeugdinternational. Na zijn spelersloopbaan werd hij trainer.

## Clubvoetbal

### AZ
Medunjanin begon met voetballen bij Swift '36 en AFC '34 voordat hij in de jeugdopleiding van AZ terechtkwam. Daar werd hij gezien als belofte, maar bij de hoofdmacht hield hij oorspronkelijk vooral de bank warm. Op 20 februari 2005 maakte hij als invaller voor Ali El Khattabi zijn debuut voor AZ tegen Roda JC Kerkrade. Het was een van drie wedstrijden die hij dat seizoen zou spelen. Op 15 september maakte hij tegen KS Samara zijn Europese debuut in de UEFA Cup. 
Vanaf begin februari 2006 begon hij onder Louis van Gaal meer te spelen, onder meer doordat Van Gaal Barry van Galen en Kenneth Pérez rust gaf met het oog op de play-offs. Op 3 maart was hij tegen N.E.C. goed voor zijn eerste goal in dienst van AZ, en een assist in een 2-0 overwinning. Hij eindigde het seizoen met twee assists in 4-2 overwinning op Sc Heerenveen. In tien wedstrijden dat seizoen was hij daardoor goed voor drie goals en vier assists.

### Sparta Rotterdam
AZ versterkte zich in de zomer van 2006 niettemin met diverse nieuwe middenvelders. Van Medunjanin werd niet meer verwacht dat hij een basisplaats in het elftal ging bereiken. Om meer ervaring op te kunnen doen, werd hij verhuurd aan Sparta Rotterdam. Op 18 augustus maakte hij tegen Vitesse zijn debuut voor Sparta, op 30 september scoorde hij tegen Excelsior zijn eerste goal. Hij was tweemaal trefzeker tegen Heracles Almelo op 9 december. Hij kwam in alle competities tot 37 wedstrijden, acht goals en vier assists. 
Terug bij AZ kwam hij er opnieuw amper aan te pas: in een seizoen kwam hij tot slechts vijftien wedstrijden. In totaal kwam hij tot vier goals en vijf assists in 31 wedstrijden bij AZ.

### Real Valladolid
In augustus 2008 verliet de Bosniak AZ definitief, hoewel zijn contract nog een jaar doorliep. Hij ging een driejarige verbintenis aan bij Real Valladolid. Op 13 september debuteerde hij tegen Atlético Madrid voor Real Valladolid. Twee weken later scoorde hij tegen UD Almería zijn eerste goal voor de club. Hij speelde 21 wedstrijden en eindigde met Real Valladolid in de middenmoot.
In zijn tweede seizoen viel hij op door enkele fraaie goals. Real Valladolid degradeerde echter in het seizoen 2009/10 uit de Primera División, waarna Medunjanin vertrok. In totaal speelde hij 46 wedstrijden voor de club, waarin hij zevenmaal scoorde.

### Maccabi Tel Aviv
In de zomer van 2010 trok Medunjanin naar het Israëlische Maccabi Tel Aviv. Daar begon hij met de voorrondes van de Europa League, waarin Maccabi Tel Aviv in de laatste ronde over twee wedstrijden verloor van Paris Saint-Germain, hoewel de return met 4-3 werd gewonnen. Medunjanin scoorde in die wedstrijd zijn eerste doelpunt voor de club.

### Gaziantespor
Voorafgaand aan het seizoen 2012/13 vertrok Medunjanin naar het Turkse Gaziantepspor, waar hij tevens twee seizoenen speelde. Daarin kwam hij tot 66 wedstrijden, zes goals en tien assists. Na de zomer van 2014, waarin hij met Bosnië en Herzegovina deelnam aan het WK 2014 in Brazilië, vertrok hij uit Turkije.

### Deportivo La Coruña
In de zomer van 2014 keerde hij na vier seizoenen weer terug naar Spanje, om te gaan voetballen bij Deportivo La Coruña. Daar was hij het eerste seizoen basisspeler, maar in zijn tweede seizoen speelde hij slechts nog twee bekerwedstrijden. Begin 2016 werd daarom zijn contract ontbonden.

### Terugkeer bij Maccabi
In de winter van 2016 keerde hij terug bij Maccabi Tel Aviv, waar hij nog anderhalf seizoen zou spelen. In totaal kwam hij tot 114 wedstrijden wedstrijden, twintig goals en zeventien assists. 

### MLS
Op 31 januari 2017 tekende hij een tweejarig contract bij Philadelphia Union. Daar speelde hij drie seizoenen en speelde hij 109 wedstrijden. Daarin was hij goed voor zes goals en negentien assists. Bij de draft voor het seizoen 2020 werd hij verkozen door FC Cincinnati. Daar speelde hij opnieuw drie jaar en kwam hij tot 73 wedstrijden.

### PEC Zwolle
Na zes seizoenen in de Verenigde Staten keerde hij terug naar Nederland om te gaan voetballen bij PEC Zwolle. Hij ondertekende een contract tot het einde van het seizoen bij de degradant. Op 21 augustus 2022 maakte hij zijn debuut voor PEC tegen VVV-Venlo. Het was zijn eerste wedstrijd in Nederland in veertien jaar. Op 30 september scoorde hij tegen Jong Ajax zijn eerste doelpunt voor PEC. Eind februari en begin maart was Medunjanin goed voor vier goals en twee assists in vier wedstrijden. Aan het einde van het seizoen promoveerde hij met PEC naar de Eredivisie.

### CD Castellón
In het seizoen 2023/24 ging hij voor de derde keer spelen in Spanje. Hij ging zijn PEC-trainer Dick Schreuder achterna om bij CD Castellón zijn carrière af te sluiten. Hij speelde 35 wedstrijden op het derde niveau van Spanje en was daarin goed voor negen goals en zes assists. Vervolgens werd hij assistent-trainer onder Schreuder.

## Clubstatistieken
| Seizoen | Club                | Competitie       | Competitie | Competitie | Competitie | Beker | Beker | Beker | Internationaal | Internationaal | Internationaal | Totaal | Totaal | Totaal |
| Seizoen | Club                | Competitie       | Wed.       | Dlp.       | Ass.       | Wed.  | Dlp.  | Ass.  | Wed.           | Dlp.           | Ass.           | Wed.   | Dlp.   | Ass.   |
| ------- | ------------------- | ---------------- | ---------- | ---------- | ---------- | ----- | ----- | ----- | -------------- | -------------- | -------------- | ------ | ------ | ------ |
| 2004/05 | AZ                  | Eredivisie       | 3          | 0          | 0          | 0     | 0     | 0     | —              | —              | —              | 3      | 0      | 0      |
| 2005/06 | AZ                  | Eredivisie       | 11         | 3          | 4          | 0     | 0     | 0     | 2              | 0              | 0              | 13     | 3      | 4      |
| 2006/07 | → Sparta R'dam      | Eredivisie       | 34         | 7          | 4          | 3     | 1     | 0     | —              | —              | —              | 37     | 8      | 4      |
| 2007/08 | AZ                  | Eredivisie       | 12         | 1          | 1          | 1     | 0     | 0     | 2              | 0              | 0              | 15     | 1      | 1      |
| 2008/09 | Real Valladolid     | Primera División | 18         | 1          | 2          | 3     | 1     | 0     | —              | —              | —              | 21     | 2      | 2      |
| 2009/10 | Real Valladolid     | Primera División | 24         | 5          | 2          | 1     | 0     | 0     | —              | —              | —              | 25     | 5      | 2      |
| 2010/11 | Maccabi Tel Aviv    | Ligat Ha'Al      | 32         | 8          | 1          | 0     | 0     | 0     | 6              | 4              | 0              | 38     | 12     | 1      |
| 2011/12 | Maccabi Tel Aviv    | Ligat Ha'Al      | 14         | 1          | 2          | 0     | 0     | 0     | 9              | 1              | 1              | 25     | 2      | 3      |
| 2012/13 | Gaziantepspor       | Süper Lig        | 30         | 4          | 8          | 3     | 0     | 0     | —              | —              | —              | 33     | 4      | 8      |
| 2013/14 | Gaziantepspor       | Süper Lig        | 32         | 2          | 2          | 1     | 0     | 0     | —              | —              | —              | 33     | 2      | 2      |
| 2014/15 | Deportivo La Coruña | Primera División | 24         | 2          | 0          | 1     | 0     | 0     | —              | —              | —              | 25     | 2      | 0      |
| 2015/16 | Deportivo La Coruña | Primera División | 0          | 0          | 0          | 2     | 0     | 0     | —              | —              | —              | 2      | 0      | 0      |
| 2015/16 | Maccabi Tel Aviv    | Ligat Ha'Al      | 15         | 3          | 2          | 4     | 1     | 0     | —              | —              | —              | 19     | 4      | 2      |
| 2016/17 | Maccabi Tel Aviv    | Ligat Ha'Al      | 18         | 0          | 4          | 2     | 0     | 1     | 14             | 2              | 6              | 34     | 2      | 11     |
| 2017    | Philadelphia Union  | MLS              | 34         | 2          | 8          | 2     | 0     | 1     | —              | —              | —              | 36     | 2      | 9      |
| 2018    | Philadelphia Union  | MLS              | 31         | 2          | 4          | 5     | 1     | 1     | —              | —              | —              | 36     | 3      | 5      |
| 2019    | Philadelphia Union  | MLS              | 36         | 1          | 5          | 1     | 0     | 0     | —              | —              | —              | 37     | 1      | 5      |
| 2020    | FC Cincinnati       | MLS              | 22         | 1          | 1          | 0     | 0     | 0     | —              | —              | —              | 22     | 1      | 1      |
| 2021    | FC Cincinnati       | MLS              | 29         | 3          | 0          | 0     | 0     | 0     | —              | —              | —              | 29     | 3      | 0      |
| 2022    | FC Cincinnati       | MLS              | 20         | 0          | 0          | 2     | 0     | 1     | —              | —              | —              | 22     | 0      | 1      |
| 2022/23 | PEC Zwolle          | Eerste Divisie   | 25         | 6          | 4          | 1     | 1     | 0     | —              | —              | —              | 26     | 7      | 4      |
| 2023/24 | CD Castellón        | Primera RFEF     | 33         | 9          | 6          | 2     | 0     | 0     | —              | —              | —              | 35     | 9      | 6      |
| TOTAAL  | TOTAAL              | TOTAAL           | 497        | 61         | 60         | 33    | 5     | 4     | 33             | 7              | 7              | 558    | 72     | 71     |

## Interlands

### Nederland
In de zomer van 2005 kwam de Bosniak diverse keren in actie op het WK onder 20, gehouden in Nederland. Daarnaast zat hij bij de selectie van Jong Oranje voor het Europees kampioenschap voetbal onder 21 in de zomer van 2006. Hij koos er in mei 2006 voor om in de toekomst uit te blijven komen voor de Nederlandse nationale ploegen en niet die van zijn geboorteland. Hij bedacht zich in 2009 en koos alsnog voor Bosnië en Herzegovina.

### Bosnië en Herzegovina
In november 2009 werd hij voor het eerst geselecteerd door voormalig bondscoach Miroslav Blažević voor het voetbalelftal van Bosnië en Herzegovina en op 18 november begon hij in de basis tijdens de tweede play-off wedstrijd voor een plaats op het WK 2010 (0–1 nederlaag tegen Portugal). Hij werd in de rust gewisseld voor Zlatan Muslimović. Medunjanin behoorde in 2014 tot de 23 spelers die de Bosniakse bondscoach Safet Sušić selecteerde voor het wereldkampioenschap voetbal 2014.
| Interlanddoelpunten | Interlanddoelpunten | Interlanddoelpunten | Interlanddoelpunten                 | Interlanddoelpunten | Interlanddoelpunten | Interlanddoelpunten | Interlanddoelpunten |
| #                   | Datum               | Locatie             | Wedstrijd                           | Goal(s)             | Score               | Uitslag             | Wedstrijd           |
| ------------------- | ------------------- | ------------------- | ----------------------------------- | ------------------- | ------------------- | ------------------- | ------------------- |
| 1                   | 17 november 2010    | Bratislava          | Slowakije – Bosnië en Herzegovina   | 28'                 | 1 – 1               | 2 – 3               | Oefeninterland      |
| 2                   | 7 juni 2011         | Zenica              | Bosnië en Herzegovina – Albanië     | 67'                 | 1 – 0               | 2 – 0               | EK-kwalificatie     |
| 3                   | 2 september 2011    | Minsk               | Wit-Rusland – Bosnië en Herzegovina | 24'                 | 0 – 2               | 0 – 2               | EK-kwalificatie     |
| 4                   | 7 oktober 2011      | Zenica              | Bosnië en Herzegovina – Luxemburg   | 51'                 | 5 – 0               | 5 – 0               | EK-kwalificatie     |
| 5                   | 7 juni 2013         | Riga                | Letland – Bosnië en Herzegovina     | 63'                 | 0 – 3               | 0 – 5               | WK-kwalificatie     |

## Trainerscarrière
Nadat Medunjanin zijn carrière had beëindigd bij CD Castellón, werd hij assistent-trainer van Schreuder, tot zij beide in de winter van 2025 werden ontslagen. In juni van dat jaar werd Medunjanin opnieuw assistent onder Schreuder, die de nieuwe trainer van N.E.C. werd.

## Erelijst
| Europees kampioen –21 | 2x | 2006, 2007 |